# Asad Iqbal
Asad Iqbal (* 11. April 1986) ist ein pakistanischer Leichtathlet, der sich auf den 400-Meter-Lauf spezialisiert hat.

## Sportliche Laufbahn
Erste internationale Erfahrungen sammelte Asad Iqbal im Jahr 2005, als er bei der Sommer-Universiade in Izmir im 400-Meter-Lauf mit 48,57 s in der ersten Runde ausschied. Im Jahr darauf wurde er bei den Hallenweltmeisterschaften in Moskau im Vorlauf disqualifiziert und gewann anschließend bei den Südasienspielen in Colombo mit der pakistanischen 4-mal-400-Meter-Staffel in 3:11,35 min die Bronzemedaille hinter den Teams aus Sri Lanka und Indien und belegte über 400 Meter in 48,11 s den fünften Platz. Auch vier Jahre später wurde er bei den Südasienspielen in Dhaka in 49,02 s Fünfter im Einzelbewerb und gewann mit der Staffel in 3:16,70 min die Bronzemedaille hinter Indien und Sri Lanka. 2013 nahm er erstmals an den Asienmeisterschaften in Pune teil, schied dort aber mit 48,85 s in der ersten Runde aus. 2016 schied er bei den Hallenasienmeisterschaften in Doha mit 48,71 s in der Vorrunde aus und gewann anschließend bei den Südasienspielen in Guwahati in 3:14,82 min die Bronzemedaille hinter den Teams aus Indien und Sri Lanka und erreichte im Einzelbewerb in 47,42 s den vierten Platz. Im Jahr darauf erreichte er bei den Asienmeisterschaften in Bhubaneswar mit der Staffel in 3:11,42 min den siebten Platz und siegte anschließend bei den Asian Indoor & Martial Arts Games in Aşgabat mit neuem Landesrekord von 3:11,40 min.
2009, 2012 und 2013 wurde Iqbal pakistanischer Meister im 400-Meter-Lauf.

## Persönliche Bestleistungen
- 400 Meter: 47,42 s, 10. Februar 2016 in Guwahati
  - 400 Meter (Halle): 48,71 s, 19. Februar 2016 in Doha